# Stara synagoga w Ostrowie Wielkopolskim
Stara synagoga w Ostrowie Wielkopolskim – nieistniejąca już synagoga położona w Śródmieściu, w zachodniej części dawnej dzielnicy żydowskiej, na miejscu obecnego transformatora energetycznego. Wybudowana została w 1724 roku przy wsparciu właściciela miasta, Jana Jerzego Przebendowskiego. Był to niewielki, drewniany, kryty gontem obiekt. Funkcjonowała do wybudowania nowej, większej synagogi w 1860 r.